# Piero Acciaiuoli
Piero Acciaiuoli fou fill d'Alamanno Acciaiuoli. Fou bisbe de Corint i de Cefalònia, i finalment fou nomenat bisbe de Tebes. Va viure a la segona meitat del segle xiv.